# 10e Convention nationale acadienne
La Xe convention nationale acadienne a lieu en 1937 à Memramcook, au Nouveau-Brunswick (Canada).
Les droits scolaires et la colonisation sont discutés. L'agriculture, l'enseignement des arts ménagers, l'établissement d'écoles d'agriculture, la célébration de la fête nationale et la publication et la diffusion de l'histoire acadienne sont encouragés. Diverses recommandations sont adoptées relatives à l'amélioration de l'industrie de la pêche et aux problèmes de la presse acadienne.